# Lées-Athas
Lées-Athas (Léees-Atàs in dialetto guascone) è un comune francese di 302 abitanti situato nel dipartimento dei Pirenei Atlantici nella regione della Nuova Aquitania.
Appartenente alla valle d'Aspe, il comune è attraversato dalla gave d'Aspe, affluente della gave d'Oloron.

## Comuni limitrofi
- Osse-en-Aspe a nord
- Arette ad ovest
- Lescun a sud
- Accous e Bedous ad est.

## Società

### Evoluzione demografica
Abitanti censiti